# Монгол (филм)
Монгол (на руски: Монгол) е драматичен филм от 2007 година на режисьора Сергей Бодров-старши, съвместна продукция между Русия, Германия и Казахстан.

## Сюжет
Монголски хан и неговият 9-годишен син, се отправят на пътуване в търсене на невеста за наследника му. По време на пътуването ханът умира, а малкият Темуджин е прокуден от общността си. Със силата на любовта, която изпитва към избраницата си Борте и смелостта, която притежава, скоро той ще си възвърне властта и ще остане в историята с името Чингис хан.

## Актьорски състав
- Алия
- Теген Ао
- Таданобу Асано
- Инг Бай
- Хулан Чулун
- Бао Ди

## Награди и номинации
- 6 награди Ника: Най-добър игрален филм; Най-добър режисьор; Най-добър художник костюми; Най-добър оператор; Най-добър звукорежисьор; Най-добър художник;
- Номинация за Оскар за най-добър чуждоезичен филм (2007);

1. ↑  www.boxofficemojo.com //  Box Office Mojo.   Посетен на 12 март 2023 г.